# Філіппо Фалько
Філіппо Фалько (італ. Filippo Falco, нар. 11 лютого 1992, Пульсано, Італія) — італійський футболіст, півзахисник, нападник клубу «Црвена Звезда». Виступав за юнацьку збірну Італії.

## Клубна кар'єра
Вихованець юнацьких команд футбольних клубів «Барі» та «Лечче».
У дорослому футболі дебютував 2010 року виступами за команду клубу «Лечче», в якій провів один сезон, взявши участь лише у 0 матчах чемпіонату.
Протягом 2011—2012 років захищав кольори команди клубу «Павія».
Своєю грою за останню команду знову привернув увагу представників тренерського штабу клубу «Лечче», до складу якого повернувся 2012 року. Цього разу відіграв за клуб з Лечче наступний сезон своєї ігрової кар'єри. Більшість часу, проведеного у складі «Лечче», був основним гравцем команди.
2013 року уклав орендний контракт з клубом «Реджина», у складі якого провів наступний рік своєї кар'єри гравця.
Згодом з 2014 по 2015 рік на правах оренди грав у складі команд клубів «Юве Стабія» та «Трапані».
З 2015 року один сезон захищав кольори команди клубу «Болонья».
Протягом 2016—2017 років на правах оренди захищав кольори клубів «Чезена» та «Беневенто».
До складу клубу «Болонья» повернувся 2017 року, проте знову був відданий в оренду до «Перуджі», а ще за рік — до «Пескари».
Влітку 2018 року став гравцем «Лечче», якому допоміг уперше з 2012 року повернутися до найвищого італійського дивізіону.
У січні 2021 року перебрався до сербської «Црвени Звезди», в якій провів півтора сезони. Влітку 2022 року повернувся на батьківщину, приєднавшись на правах оренди до друголігового «Кальярі». Провів за його команду протягом сезону 14 ігор, після чого повернувся до Сербії.

## Виступи за збірну
2012 року залучався до складу молодіжної збірної Італії. На молодіжному рівні зіграв в одному офіційному матчі.

## Статистика виступів

### Статистика клубних виступів
Станом на 16 червня 2023 року
| Сезон                     | Команда                   | Чемпіонат                 | Чемпіонат | Чемпіонат | Національний кубок | Національний кубок | Національний кубок | Єврокубки | Єврокубки | Єврокубки | Інші змагання | Інші змагання | Інші змагання | Усього | Усього |
| Сезон                     | Команда                   | Ліга                      | Ігор      | Голів     | Ліга               | Ігор               | Голів              | Ліга      | Ігор      | Голів     | Ліга          | Ігор          | Голів         | Ігор   | Голів  |
| ------------------------- | ------------------------- | ------------------------- | --------- | --------- | ------------------ | ------------------ | ------------------ | --------- | --------- | --------- | ------------- | ------------- | ------------- | ------ | ------ |
| 2010–11                   | «Лечче»                   | A                         | 0         | 0         | КІ                 | 1                  | 0                  | -         | -         | -         | -             | -             | -             | 1      | 0      |
| 2011–12                   | «Павія»                   | 1D                        | 29+2      | 8         | CI-LP              | 3                  | 1                  | -         | -         | -         | -             | -             | -             | 34     | 9      |
| 2012–13                   | «Лечче»                   | 1D                        | 27+2      | 2         | КІ+CI-LP           | 2+1                | 0+1                | -         | -         | -         | -             | -             | -             | 32     | 3      |
| 2013-січ. 2014            | «Реджина»                 | B                         | 3         | 0         | КІ                 | 0                  | 0                  | -         | -         | -         | -             | -             | -             | 3      | 0      |
| січ.-лип. 2014            | «Юве Стабія»              | B                         | 11        | 1         | КІ                 | -                  | -                  | -         | -         | -         | -             | -             | -             | 11     | 1      |
| 2014–15                   | «Трапані»                 | B                         | 34        | 2         | КІ                 | 1                  | 0                  | -         | -         | -         | -             | -             | -             | 35     | 2      |
| 2015-лют. 2016            | «Болонья»                 | A                         | 9         | 0         | КІ                 | 0                  | 0                  | -         | -         | -         | -             | -             | -             | 9      | 0      |
| лют.-лип. 2016            | «Чезена»                  | B                         | 12        | 4         | КІ                 | 0                  | 0                  | -         | -         | -         | -             | -             | -             | 12     | 4      |
| 2016–17                   | «Беневенто»               | B                         | 31+4      | 6         | КІ                 | 1                  | 0                  | -         | -         | -         | -             | -             | -             | 36     | 6      |
| 2017-січ. 2018            | «Перуджа»                 | B                         | 8         | 1         | КІ                 | 1                  | 0                  | -         | -         | -         | -             | -             | -             | 9      | 1      |
| січ.-черв. 2018           | «Пескара»                 | B                         | 8         | 0         | КІ                 | 0                  | 0                  | -         | -         | -         | -             | -             | -             | 8      | 0      |
| 2018–19                   | «Лечче»                   | B                         | 31        | 7         | КІ                 | 2                  | 0                  | -         | -         | -         | -             | -             | -             | 33     | 7      |
| 2019–20                   | «Лечче»                   | A                         | 30        | 4         | КІ                 | 1                  | 1                  | -         | -         | -         | -             | -             | -             | 31     | 5      |
| 2020-січ.2021             | «Лечче»                   | B                         | 10        | 2         | КІ                 | 1                  | 0                  | -         | -         | -         | -             | -             | -             | 11     | 2      |
| Усього за «Лечче»         | Усього за «Лечче»         | Усього за «Лечче»         | 98+2      | 15        |                    | 7                  | 2                  |           | -         | -         |               | -             | -             | 107    | 17     |
| січ.-черв. 2021           | «Црвена Звезда»           | СЛ                        | 7         | 3         | КС                 | 1                  | 1                  | ЛЄ        | 2         | 0         | -             | -             | -             | 10     | 4      |
| 2021–22                   | «Црвена Звезда»           | СЛ                        | 19        | 1         | КС                 | 1                  | 0                  | ЛЧ+ЛЄ     | 4+2       | 1+0       | -             | -             | -             | 26     | 2      |
| Усього за «Црвена Звезда» | Усього за «Црвена Звезда» | Усього за «Црвена Звезда» | 26        | 4         |                    | 2                  | 1                  |           | 8         | 1         |               | -             | -             | 36     | 6      |
| 2022–23                   | «Кальярі»                 | B                         | 14        | 0         | КІ                 | 0                  | 0                  | -         | -         | -         | -             | -             | -             | 14     | 0      |
| Усього за кар'єру         | Усього за кар'єру         | Усього за кар'єру         | 291       | 40        |                    | 16                 | 4                  |           | 8         | 1         |               | -             | -             | 313    | 45     |

## Титули і досягнення
- Чемпіон Сербії (2):

«Црвена Звезда»: 2020-21, 2021-22
- Володар Кубка Сербії (2):

«Црвена Звезда»: 2020-21, 2021-22